# Imigração hondurenha no Brasil
A imigração hondurenha no Brasil é pouco expressiva em comparação com outras imigrações como a de sul-americanos. Sendo o povo centro-americano mais numeroso no Brasil, é um dos países sul-americanos com mais hondurenhos.